# جايسون باري
جايسون باري (بالإنجليزية: Jason Barry)‏ هو ممثل أيرلندي، ولد في 14 ديسمبر 1972 بدبلن في جمهورية أيرلندا.

## أعمال

### أفلام
- (1997) تيتانيك[4][5][6]
- (2003) وراء إعادة التنشيط
- (2008) فالكيري[7][8]

## وصلات خارجية
- جايسون باري على موقع IMDb (الإنجليزية)
- جايسون باري على موقع ألو سيني (الفرنسية)
- جايسون باري على موقع أول موفي (الإنجليزية)
- جايسون باري على موقع قاعدة بيانات الأفلام السويدية (السويدية)
- جايسون باري على موقع قاعدة بيانات الفيلم (الإنجليزية)
- جايسون باري على موقع كينوبويسك (الروسية)